# Atom
A kémiában az atom a kémiai elemek azon legkisebb részecskéje, ami megőrzi az elem kémiai tulajdonságait. Parányi, gömb alakú, semleges részecske, mely atommagból és elektronburokból áll. Kémiai úton nem bontható fel alkotó elemeire. Ilyen értelemben az atomok a molekulák és az anyag alapvető összetevői. A modern természettudományok kísérletileg igazolták azt, hogy az anyag ilyen részecskékből áll.
Démokritosz, az atomelmélet megalapítója az atomokat még oszthatatlannak tartotta, de ma már tudjuk, hogy nevükkel ellentétben az atomok maguk is szubatomi részecskékből épülnek fel.
Az atom a filozófiában valaminek – például a térnek, az időnek, a folytonosságnak, vagy az anyagnak – a valamilyen szempontból való elemi, tovább már nem osztható egységeit jelenti (atomosz gör. „oszthatatlan”). A fizikában ezeket elemi részecskéknek nevezzük.

## Atomelmélet
A kémiában és a fizikában az atomelmélet azt tárgyalja, hogy az idők során hogy változtak az atom megértésével kapcsolatos teóriák. Egy időben úgy gondolták, az atom az anyag legkisebb építőköve. Egy filozófiai elgondolásból indult az ókori Görögországban, mely a kora 19. században teljesedett ki a tudományok körében, amikor is a kémia területén végzett kutatások bebizonyították, hogy az anyag valóban úgy viselkedik, mintha atomok építenék fel.
Az atom elnevezés az ógörög atomosz szóból származik, jelentése "oszthatatlan". A 19. századi kémikusok kezdték el használni a kifejezést az egyre növekvő számú, tovább nem bontható kémiai elemekkel kapcsolatban. Habár a 20. század kezdetén az elektromágnesességet és radioaktivitást kutatók rájöttek, hogy az úgynevezett "oszthatatlan atom" valójában különböző szubatomi részecskék (legfőképpen protonok, elektronok és neutronok) halmaza, melyek egymástól elkülönítve is létezhetnek. Igazából bizonyos extrém körülmények között, mint például neutroncsillagokban, ahol a rendkívüli hőmérséklet és nyomás alatt egyáltalán nem létezhetnek atomok. A tudósok később ezeket nevezték el elemi részecskéknek, és őket nyilvánították oszthatatlannak, és bár nem elpusztíthatatlanok, részei az atomnak. A szubatomi részecskékkel foglalkozó tudományág a részecskefizika, ahol a tudósok a természet legalapvetőbb alkotóit kutatják.

## Szerkezete
Az atom átmérője 100 pm (10−10 m) nagyságrendű; térfogatának nagy része üres. A középpontjában található egy nagyon kis méretű atommag: tipikus átmérője 10 fm (10−14 m). Ez a nagyságrendi különbség annyit jelent, hogy ha egy atomot 100 méter átmérőnyire nagyítanánk (mint egy nagyobb vár vagy egy harmincemeletes toronyház), akkor atommagja mindössze kavics méretű lenne (1 cm).
Mivel pozitív protonokból és semleges neutronokból (közös nevükön: nukleonokból) áll, az atommag töltése pozitív. A teljes atom azonban semleges, mivel a protonok pozitív töltését azonos számú elektron negatív töltése semlegesíti. A protonok és a neutronok relatív (viszonylagos) tömege 1 atomtömegegység, az elektronok tömege pedig elhanyagolhatóan kicsi, ezért az atommag hordozza az atom tömegének szinte teljes egészét.
Az atom üresen maradó térfogatának nagy részét elektronok töltik ki, és együttesen alkotják az elektronburkot. Az elektronburok felosztható héjakra, alhéjakra és orbitálokra, vagy más néven elektronpályákra (atompályákra).

A protonok, neutronok és elektronok az atomot alkotó legfontosabb elemi részecskék.
Az atomokat általában Z rendszámuk – ami egyenlő a magban levő protonok számával – alapján osztályozzuk. Az azonos rendszámú atomfajták alkotják a kémiai elemeket. A már felfedezett atomfajtákat a periódusos rendszer sorolja fel.
A legegyszerűbb atomfajta a hidrogén, amelynek rendszáma 1, a periódusos rendszer első eleme. A tudományban nagy érdeklődésnek örvendett, különösen a kvantumelmélet fejlődésének korai szakaszában.
Az azonos rendszámú, de különböző neutronszámú atomfajtákat izotópoknak hívjuk: eltérő neutronszámuk miatt a tömegük is különböző. Adott kémiai elem (atomfajta) különböző izotópjait a tömegszámmal jellemezzük, melyet megkapunk, ha a protonok számát összeadjuk a neutronok számával. A hidrogénnek (Z=1) például három, a szénnek (Z=6) pedig hét izotópja van. Ezeket a következőképpen jelöljük:1H, 2H, és 3H, illetve 10C, 11C,12C, 13C, 14C, 15C, 16C. Az izotópok kémiai tulajdonságai mindig azonosak, de fizikai tulajdonságaik kis mértékben eltérőek lehetnek. Élettartamuk is rendkívül eltérő lehet (radioaktív izotópok). A természetben rendszerint valamelyik izotóp van túlsúlyban: a hidrogén izotópjai közül például 6500 db 1-es tömegszámú atomra jut egy db 2-es tömegszámú izotóp.
Egy atomfajta (kémiai elem) relatív atomtömegét izotópjainak átlagtömegéből számítjuk ki, úgy, hogy figyelembe vesszük azok előfordulási arányát. Ebből kifolyólag az atomtömegek nem egész számok.

## Az atomok kölcsönhatásai
Az atomok kémiai viselkedését leginkább elektronjainak kölcsönhatásai határozzák meg, különösképpen a legkülső héjon levőké, amiket vegyértékelektronoknak hívunk. A belső héjakon levő ún. törzselektronok játszanak ugyan szerepet, de leginkább az atommag pozitív töltésének árnyékolásában.
Mint minden fizikai és kémiai rendszerben, az atomokban is erős a késztetés az energiaminimum elérésére. Ezt az atomok az ún. nemesgáz-konfiguráció kialakításával érik el: legkülső elektronhéjuk ilyenkor teljesen fel van töltve elektronokkal. Ilyen állapot elérésére kémiai reakciókban nyílik mód az atomok számára, vagyis megfordítva: a kémiai reakciók „motorja” az energiaminimumra, illetve a nemesgáz-konfiguráció elérésére való törekvés.
Elektronok megosztása esetén kovalens kötés formálódik a két atom között, ez az atomok közötti legerősebb kötés. Ha egy vagy több elektront teljesen elvonunk egy atomtól, vagy hozzáadunk egy atomhoz, akkor ion jön létre. Az ionok elektromos töltéssel rendelkeznek, mivel a bennük levő protonok és elektronok száma különbözik. Elektrontöbblet esetén negatív ion jön létre (anion), elektronhiány esetén pedig pozitív töltésű (kation). A kationok és anionok a Coulomb-erővel vonzzák egymást. Az így létrejövő kötést ionos kötésnek hívjuk, ami a kovalens kötésnél gyengébb.
Ahogy leírtuk, a kovalens kötés azt jelenti, hogy az atomok az elektronjaikat egyenlően megosztják, míg az ionos azt, hogy az elektronok teljesen az anionhoz rendelődnek. Kis számú extrém esettől eltekintve azonban egyik kép sem teljesen pontos. Az esetek többségében a kovalens kötés során az elektronok egyenlőtlenül osztódnak meg, több időt töltve az elektronegatívabb atom körül, így némi ionos jelleget adva a kovalens kötésnek. Hasonlóképpen ionos kötés esetén az elektronok idejük kis részét az elektropozitívabb atom körül töltik, kissé kovalens jellegűvé téve az ionos kötést.

## Szuperatom
A szuperatomok egyetlen atomként viselkedő különleges atomcsoportok. Ezekben a szuperatomokban akár további szuperatomok is elhelyezhetők.

## Atommodellek

A hélium felépítése a Rutherford-féle atommodellben

A Bohr-féle atommodell

A lítiumatom idealizált felépítése

### Az ókorban
Leukipposz, majd Démokritosz szerint minden létező végtelenül sok parányi, és épp ezért egyenként nem érzékelhető részecskéből, azaz atomból épül fel. Önmagukban színtelenek, íztelenek és szagtalanok. Nincs bennük semmiféle üresség, viszont van súlyuk, kiterjedésük és sokféle alakjuk.

### Newton atommodellje
Newton az atomokat parányi, tömör golyóknak képzelte el. „Valószínűnek tűnik előttem, hogy Isten legelőször kemény, súlyos, tömör és áthatolhatatlan részecskék formájában teremtette meg az anyagot, olyan egyéb tulajdonságokkal és arányokkal, amelyek a legalkalmasabbnak látszottak arra a célra, amelyre teremtette őket” (1704). Ezt a koncepciót James Clerk Maxwell 1873-ban az atomok elektromos és mágneses tulajdonságaival egészítette ki. Az atomokat ő is tömöreknek, golyószerűeknek, örököknek és változhatatlanoknak tekintette: „Noha az égen a korszakok során katasztrófák következtek be, és következnek be a jövőben is; noha ősi rendszerek széthullanak és romjaikból újak támadnak; az atomok, amelyekből a Nap és a bolygók, az anyagi világ részei felépülnek, épek maradnak és sértetlenek. Olyanok maradnak, amilyenek teremtésük napján voltak: számukban, nagyságukban és súlyukban változatlanok”.
Ennek a koncepciónak alapvető hiányossága volt, hogy durván sértette a termodinamika második főtételét. Az elképzelést erőteljesen bírálta Max Planck: „A hőátadás folyamata semmilyen módon nem fordítható teljes egészében a visszájára” (1879); illetve „A második főtétel teljesülése összeférhetetlen azzal a feltételezéssel, hogy az atomok véges számúak”. A kritikusok rámutattak, hogy egy tisztán mechanikus világban a fából újra lehetne csemete, majd mag, a pillangóból hernyó, a vénemberből gyermek. A természeti folyamatok visszafordíthatatlansága olyan jelenségekre utal, amelyek nem írhatóak le a mechanika egyenleteivel. Éppen ezért az atomok léte és mibenléte sokáig erősen vitatott kérdés maradt. Robert Gascoyne-Cecil 1894-ben a British Association for the Advancement of Science elnöki beszédében a problémát így ismertette:
„Hogy mi is valójában az egyes elemeket felépítő atom, hogy mozgás, dolog vagy örvény; hogy van-e bármilyen korlátja a részekre bonthatóságának, s ha igen, miként érvényesül ez a korlát; hogy végleges-e az ismert elemek hosszú listája, s hogy van-e valamiféle közös eredetük — mindezeket a kérdéseket ma ugyanolyan sűrű homály fedi, mint valaha”.

### Thomson atommodellje
A következő nagy hatású koncepciót 1904-ben J. J. Thomson alkotta meg. Ebben a modellben, amit angolul szilvapudingnak (plum  pudding), magyarul „mazsolás kalácsnak” neveznek, az atom továbbra is gömbölyű, de már nem homogén: pozitív töltésű főtömegében apró elektronok úsznak.

### Rutherford atommodellje
Ezt az elképzelést Ernest Rutherford döntötte meg, kimutatva, hogy az atom tömegének nagy része koncentráltan, kis térfogatban helyezkedik el. Az ennek alapján kidolgozott Rutherford-féle atommodellben a negatív töltésű elektronok a pozitív töltésű atommag körül keringenek, és a pozitív töltésű atommag elektromos vonzása tartja őket pályájukon.

### Bohr atommodellje
A Bohr-féle atommodell Niels Bohr dán fizikus 1913-ban tette közzé az atom felépítésének általa megalkotott új modelljét.

### További atommodellek
- Az atom hullámmodellje
- Az atom cseppmodellje
- Az atom héjmodellje
- A Moon-atommodell

## Etimológia
Az atom szó a görög atomosz ('oszthatatlan') szóból származik.